# Christof Schwaller
Christof Schwaller (* 3. Oktober 1966 in Recherswil) ist ein Schweizer Curler. 

## Karriere
Sein internationales Debüt hatte Schwaller im Jahr 1988 bei der Curling-Juniorenweltmeisterschaft in Füssen; er blieb aber ohne Medaille. 2001 gewann er bei der WM in Lausanne mit Silbermedaille seine erste Medaille. 
Schwaller spielte auf der Position Third der Schweizer Mannschaft bei den XIX. Olympischen Winterspielen im Curling. 
Die Mannschaft gewann am 22. Februar 2002 die olympische Bronzemedaille nach einem 7:3-Sieg gegen Schweden um Skip Peter Lindholm.

## Erfolge
- 2. Platz Weltmeisterschaft 2001
- 2. Platz Europameisterschaft 2001
- 3. Platz Olympische Winterspiele 2002
- 3. Platz Europameisterschaft 2010

## Privates
Schwaller ist der Vater von Yannick Schwaller und der Bruder von Andreas Schwaller, die beide ebenfalls erfolgreiche Curler sind.